# مایباخ
مِیباخ (به آلمانی: Maybach) یک شرکت خودروسازی آلمانی است که خودروهای لوکس تولید می‌کند و امروزه به عنوان بخشی از مرسدس بنز فعالیت می‌کند. این شرکت در سال ۱۹۰۹ توسط ویلهلم مایباخ و پسرش کارل مایباخ در شهر اشتوتگارت، آلمان تأسیس شد. در ابتدا به عنوان یک شرکت تابعه لوفت‌شیفباو سپلین تأسیس شد و تا سال ۱۹۹۹ با نام شرکت تولید موتور هواپیما (Luftfahrzeug-Motorenbau GmbH) شناخته می‌شد.
در سال ۱۹۶۰، میباخ توسط دایملر بنز خریداری شد. این نام در سال ۲۰۰۲ به عنوان یک برند مستقل خودروهای لوکس بازگشت و اجزای مهمی را با خودروهای مرسدس بنز به اشتراک گذاشت.  پس از فروش آهسته، میباخ تا سال ۲۰۱۳ دیگر یک برند مستقل نبود و در سال ۲۰۱۵ به یک برند زیرمجموعه مرسدس بنز تبدیل شد که متعلق به گروه مرسدس بنز است. از سال ۲۰۲۱، دایملر نسخه لوکس مرسدس بنز کلاس اس و مرسدس بنز کلاس جی‌ال‌اس را با نام مرسدس میباخ تولید می‌کند.

### احیای مجدد نام میباخ
شرکت دایملر در دسامبر سال ۲۰۱۲ میلادی به تولید خودرو تحت برند میباخ پایان داد و علت آن را فروش ناچیز این خودرو و زیان‌ده بودن در فاصلهٔ زمانیِ سال‌های ۲۰۰۲ تا ۲۰۱۲ میلادی اعلام کرد.
در سال ۲۰۱۴ مدیران دایملر اعلام کردند که مجدداً نام مایباخ را بر روی تولید خواهند برد با این تفاوت که میباخ این بار نه به عنوان یک برند مجزای خودرو بلکه به عنوان یک نسخه بسیار مجلل از خودروهای مرسدس بنز (تحت نام مرسدس میباخ) عرضه می‌شود.

### نگارخانه

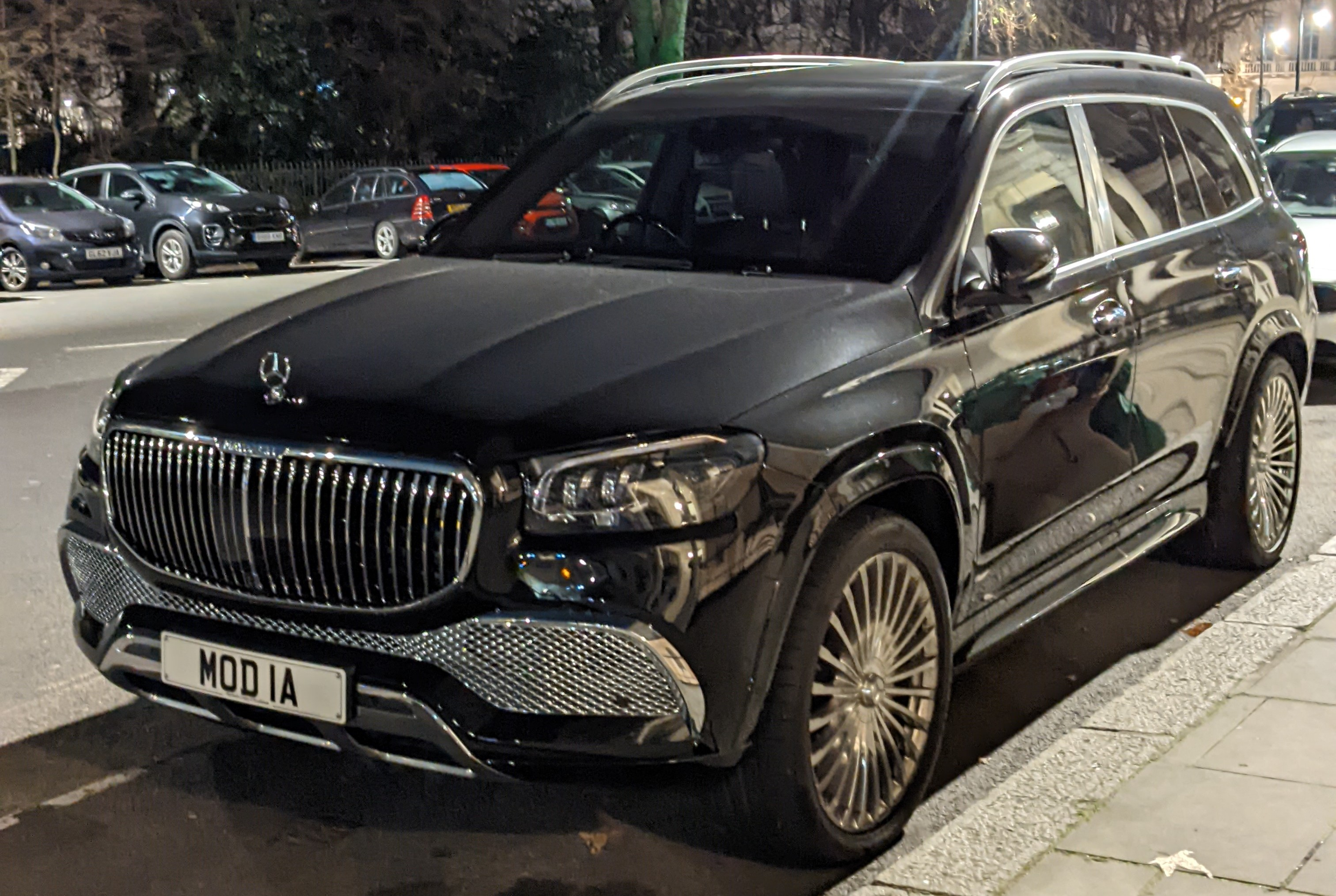
میباخ GLS63
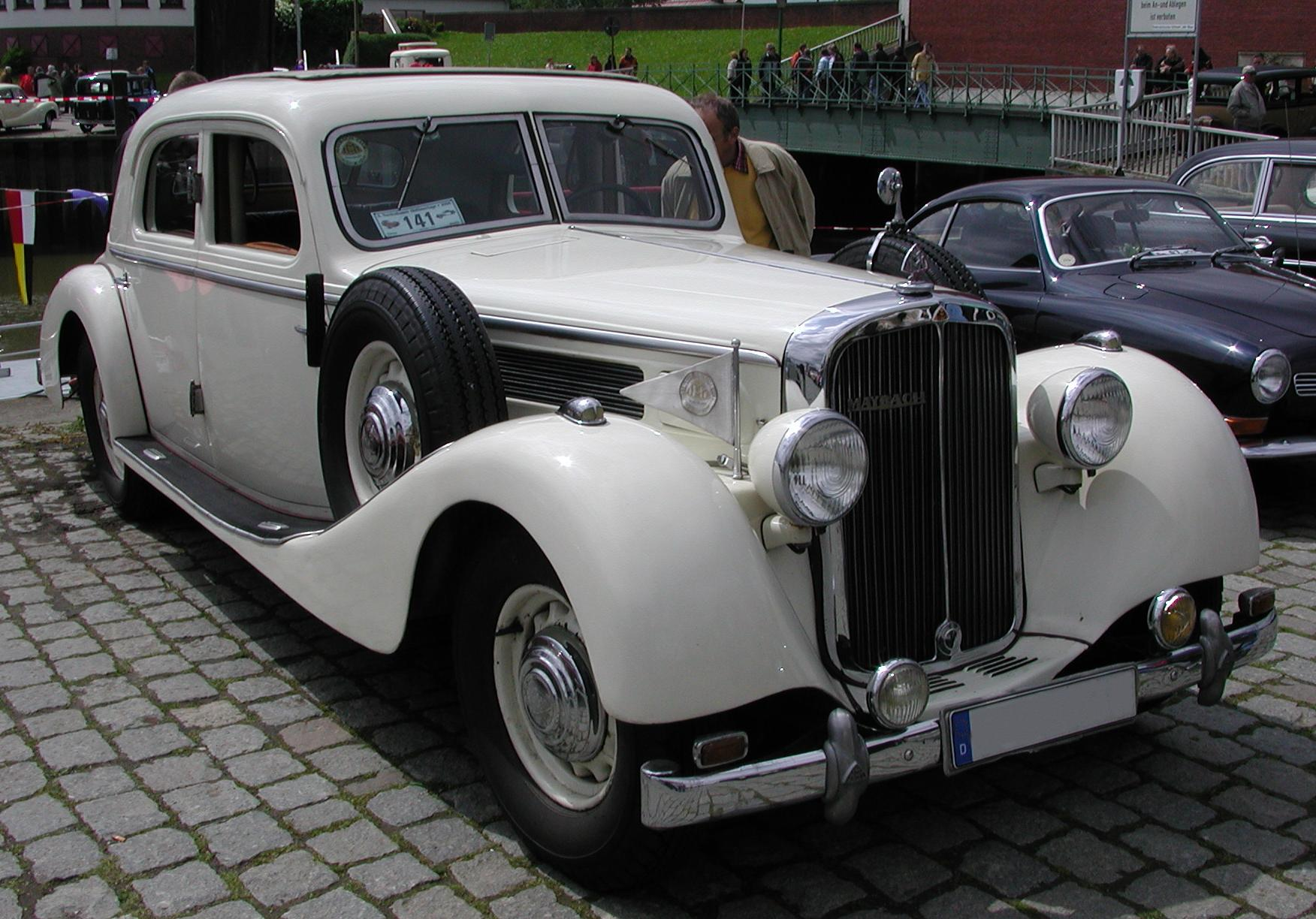
میباخ sw-42
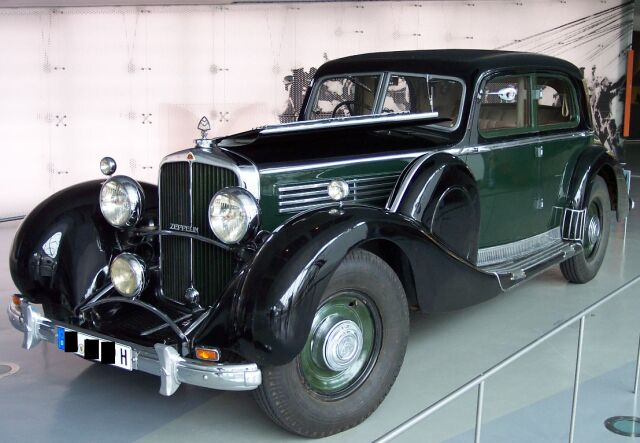
میباخ زپلین
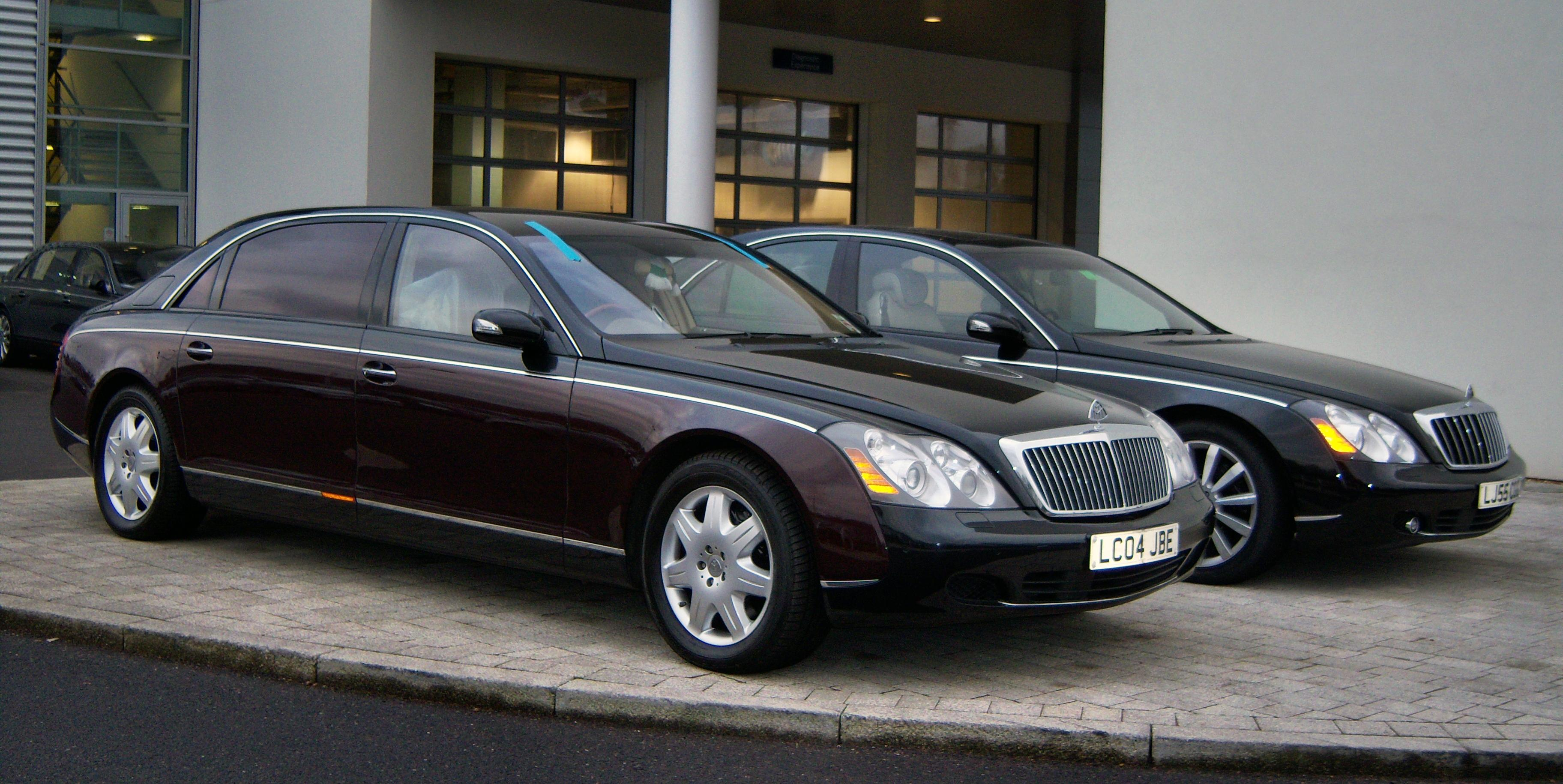
میباخ ۵۷ و ۶۲
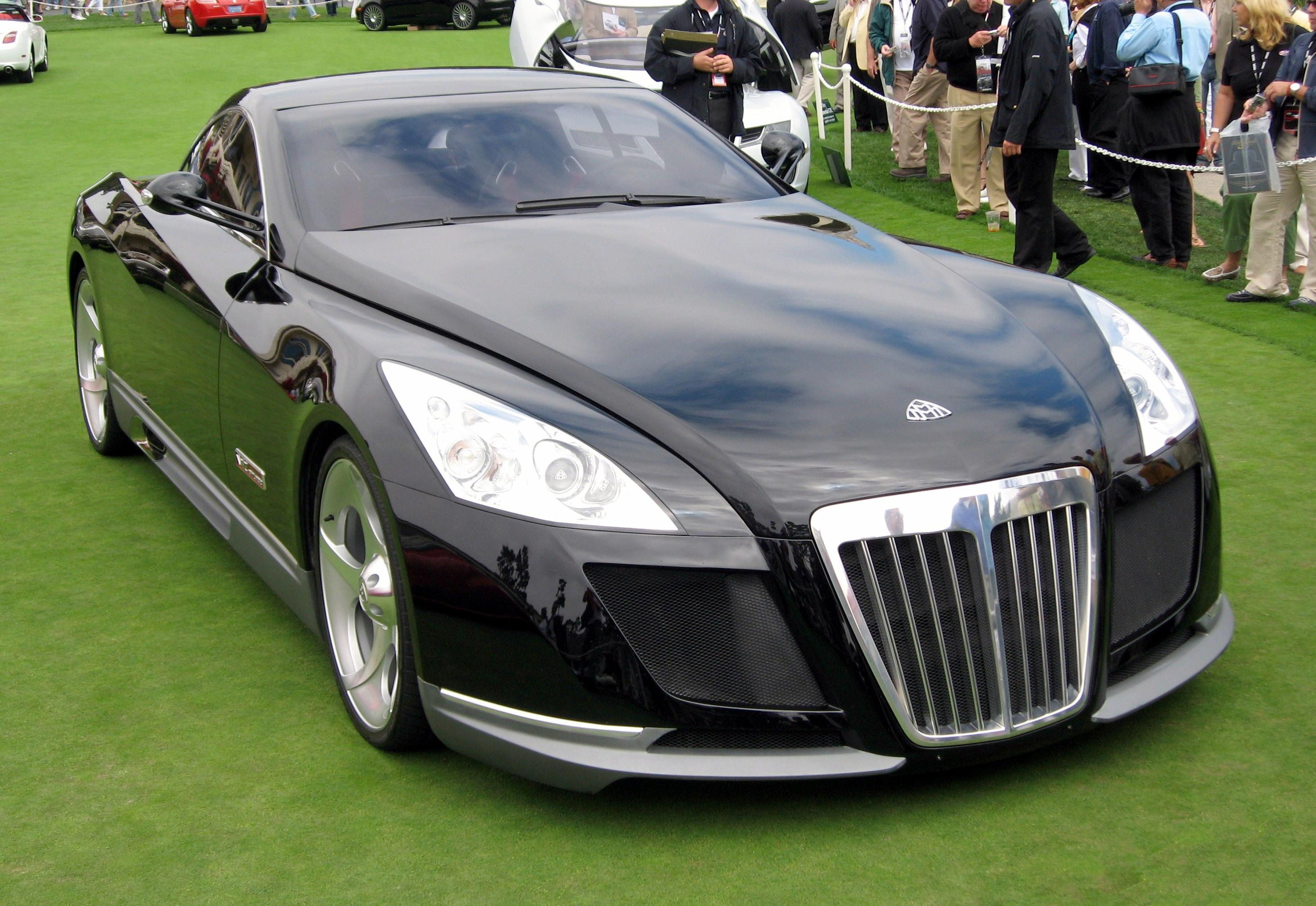
میباخ اکسلرو
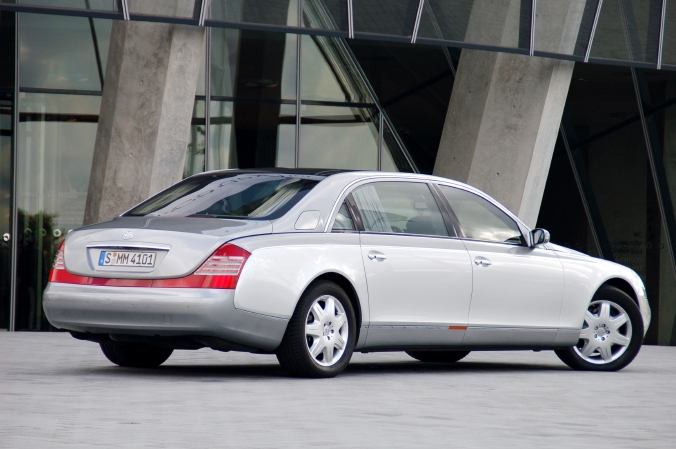
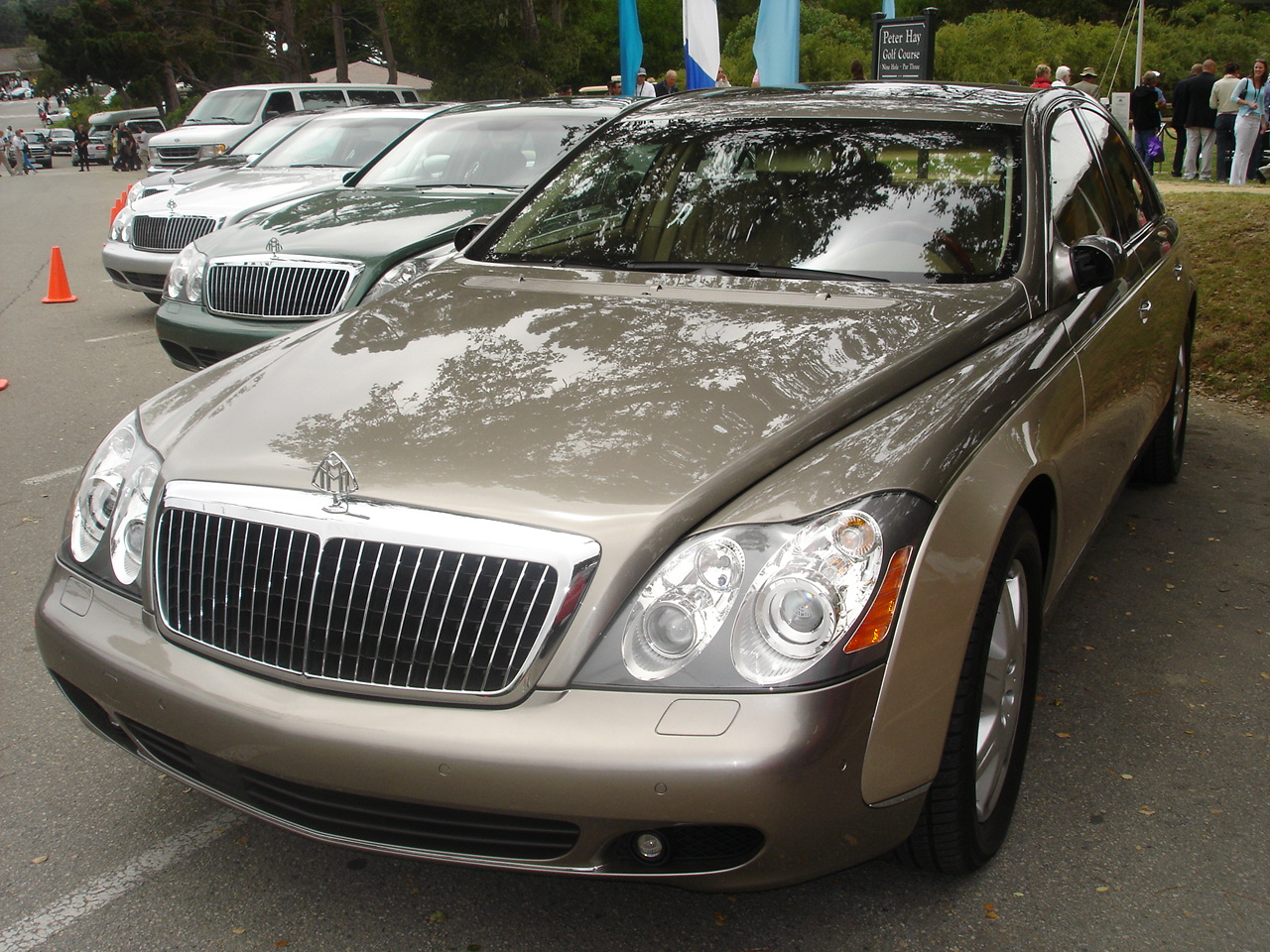
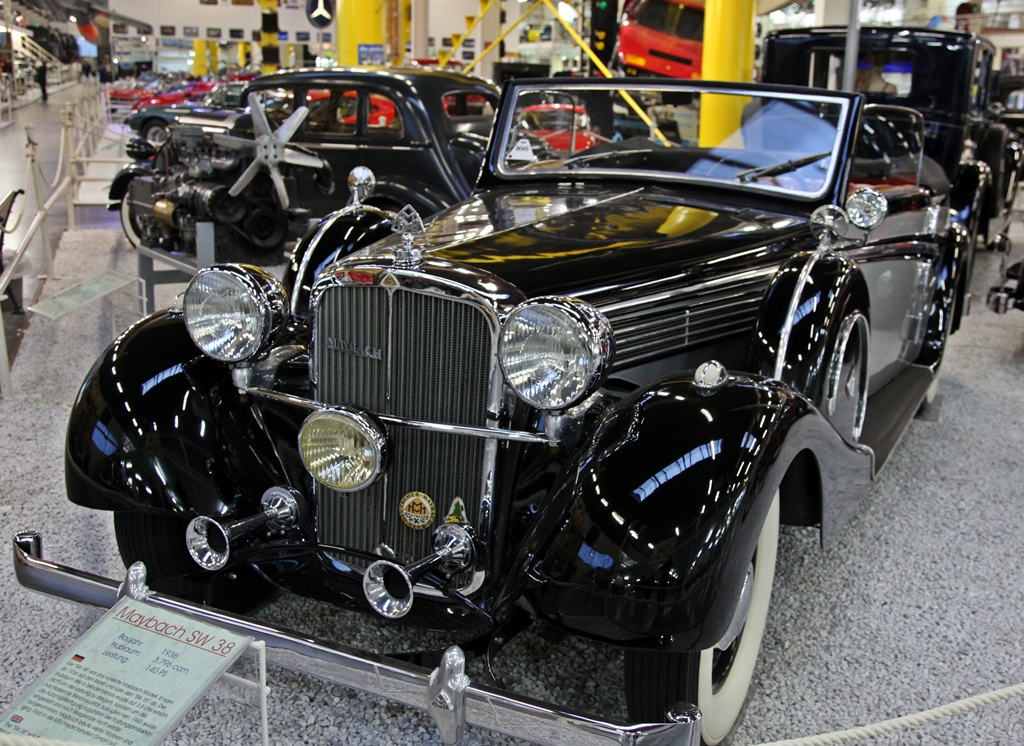
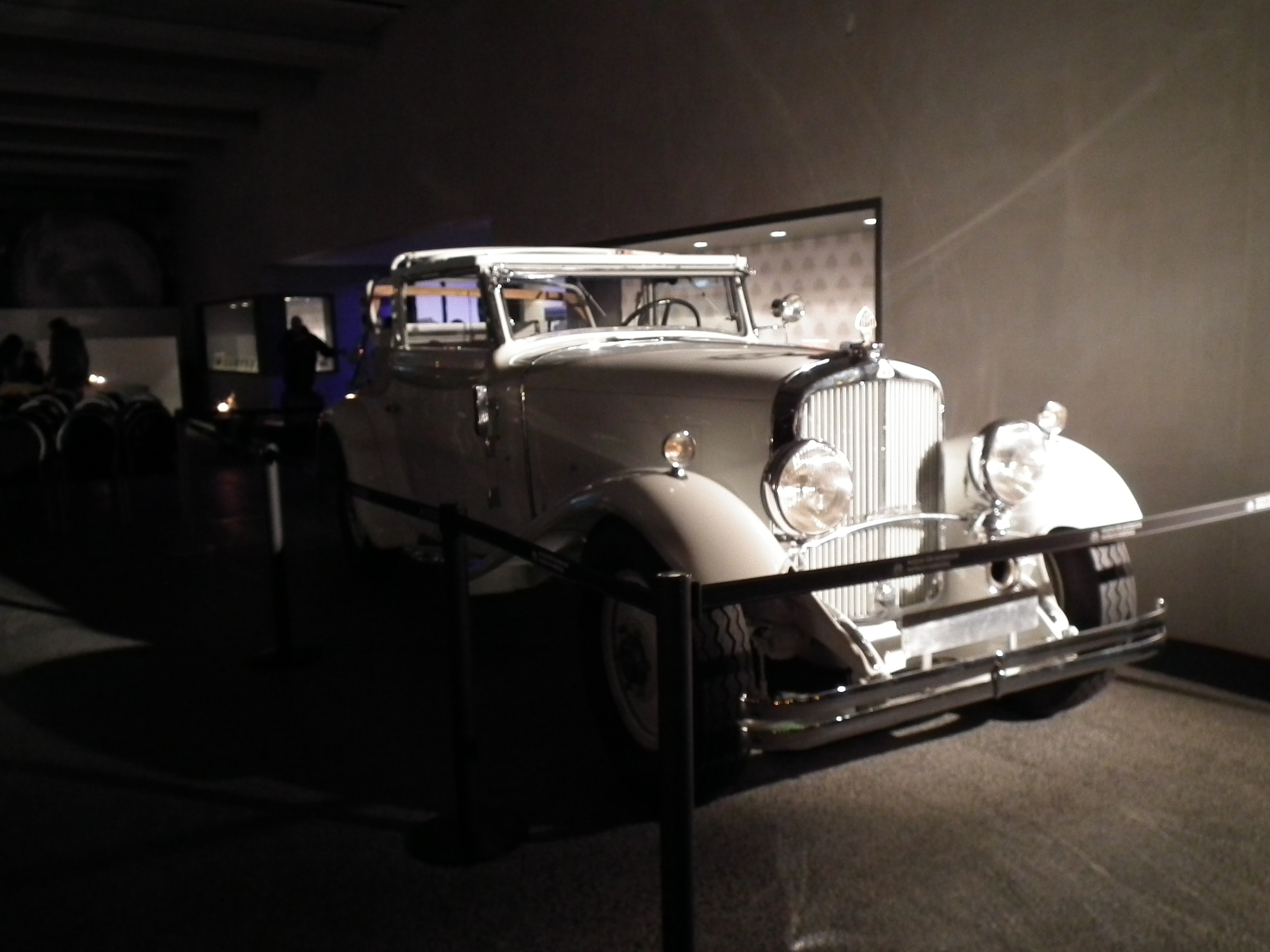
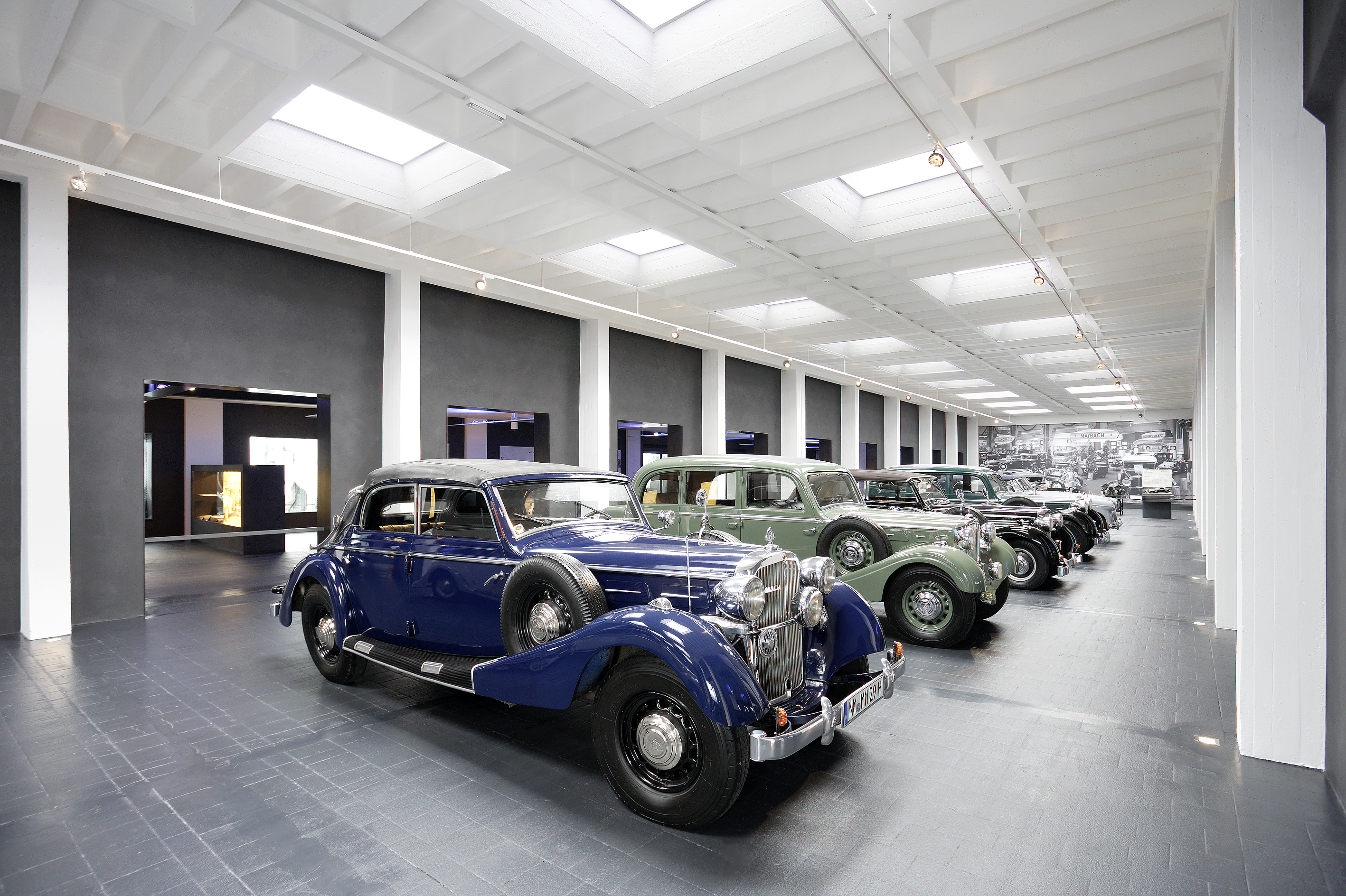
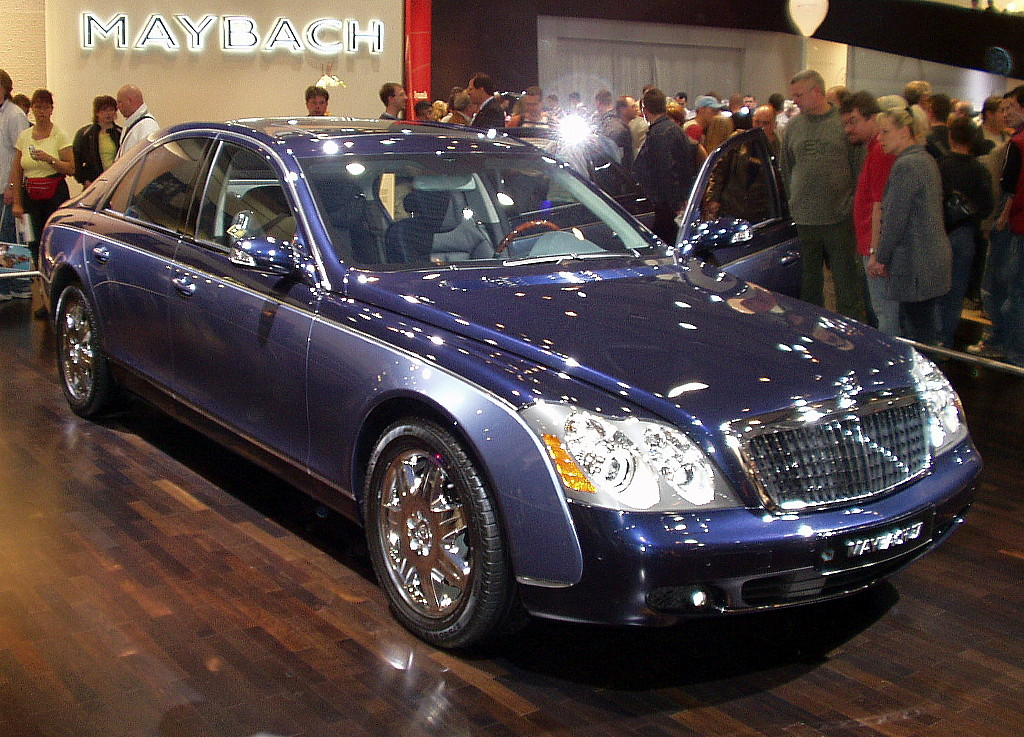
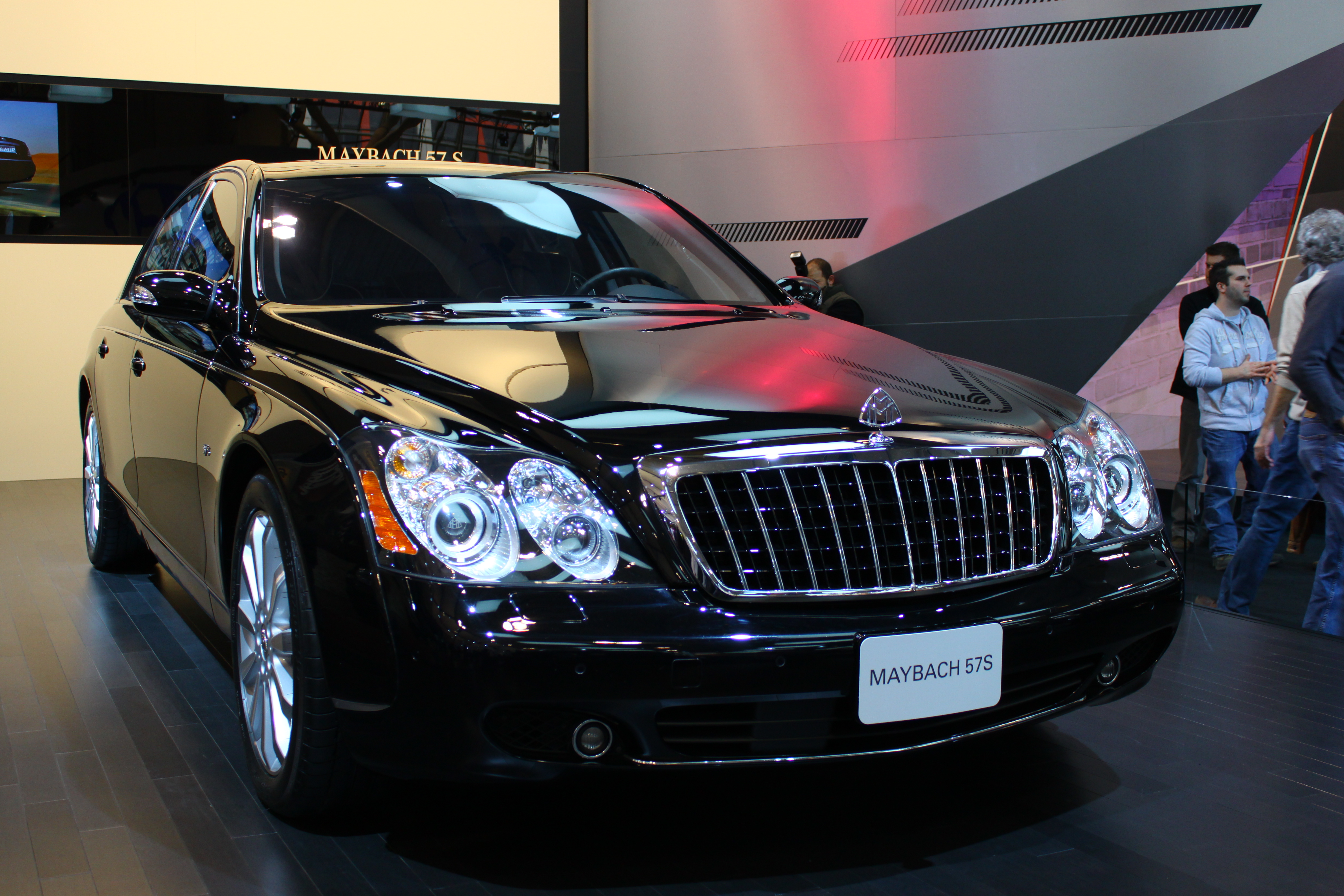
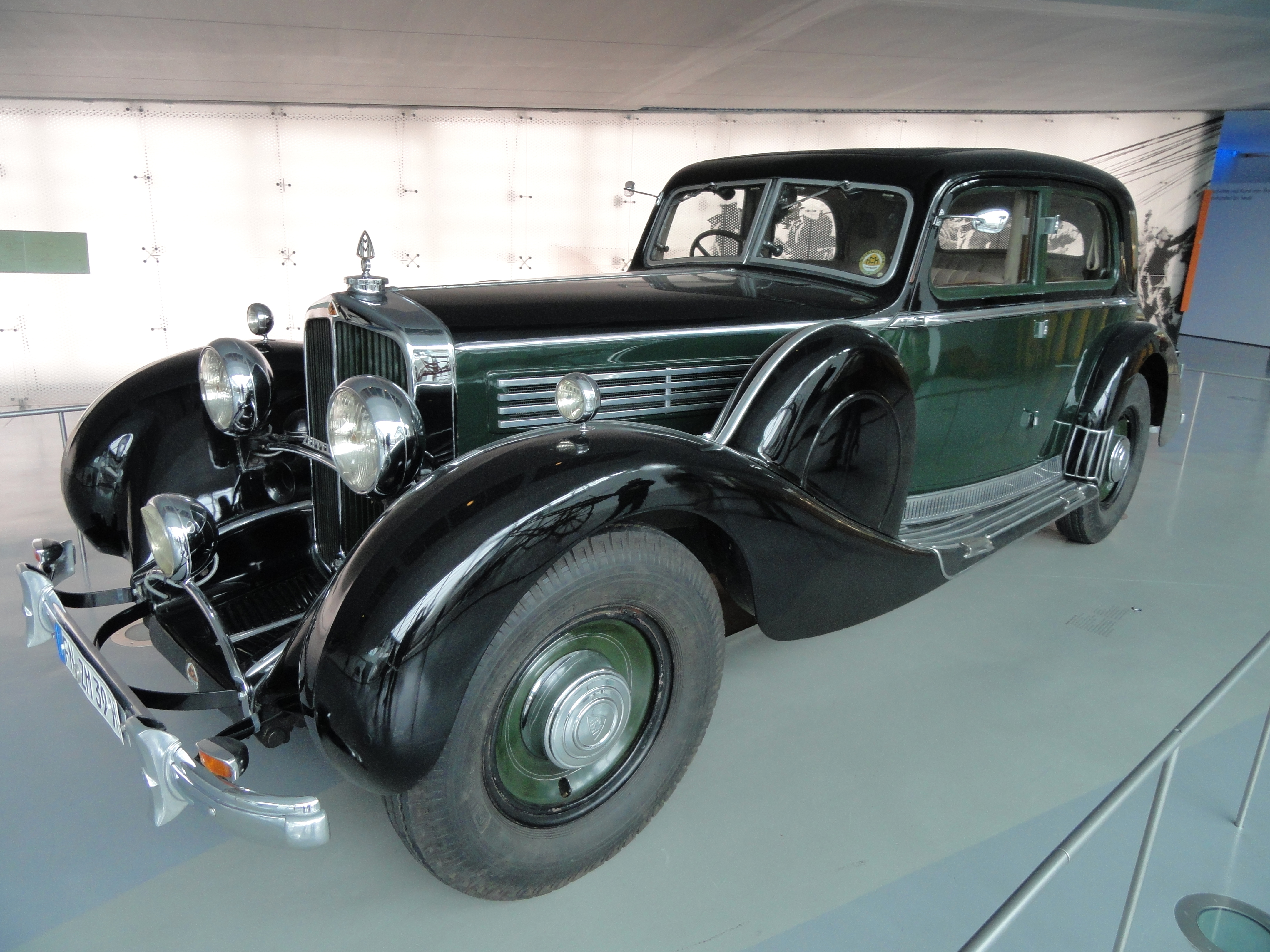
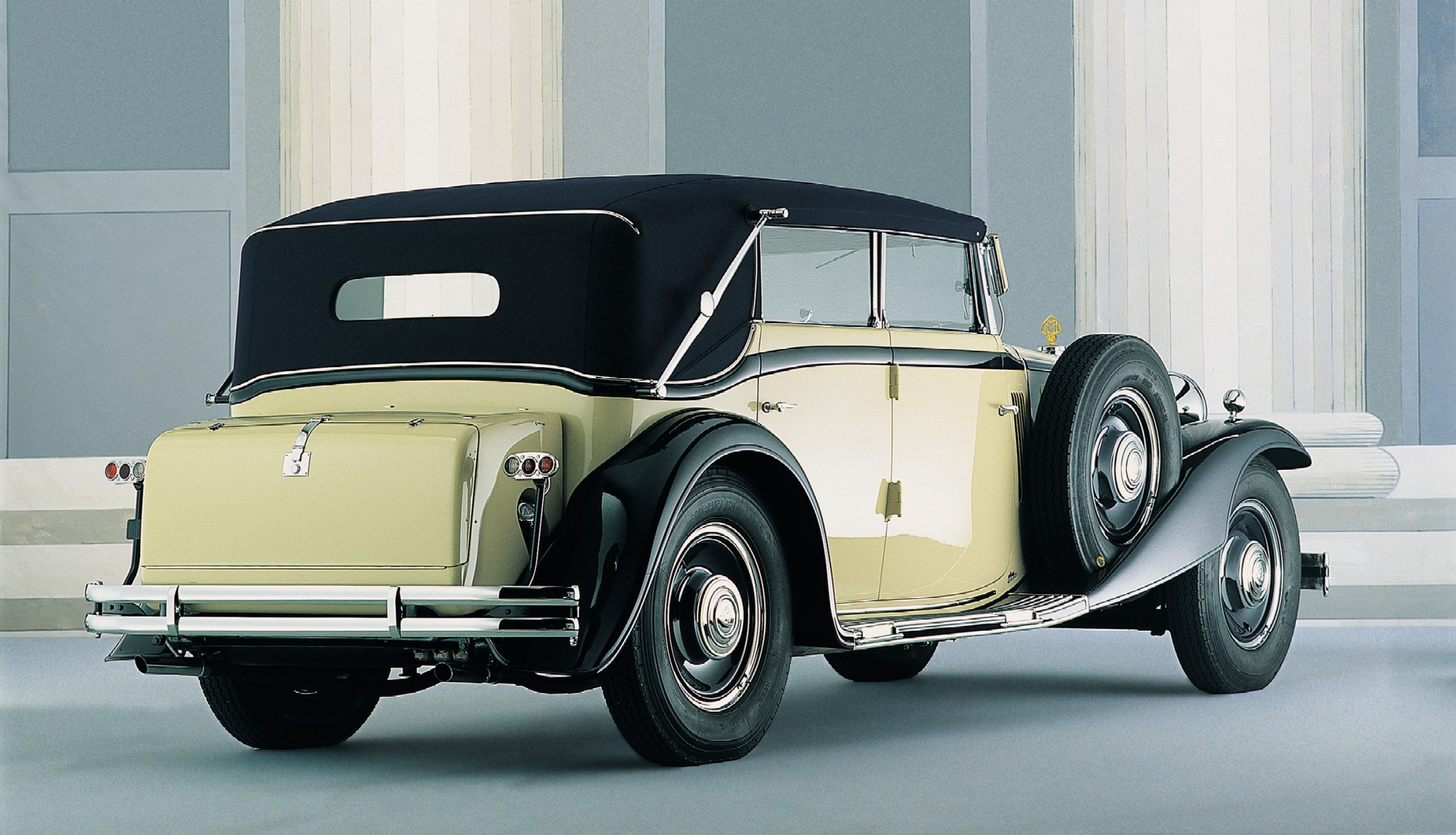
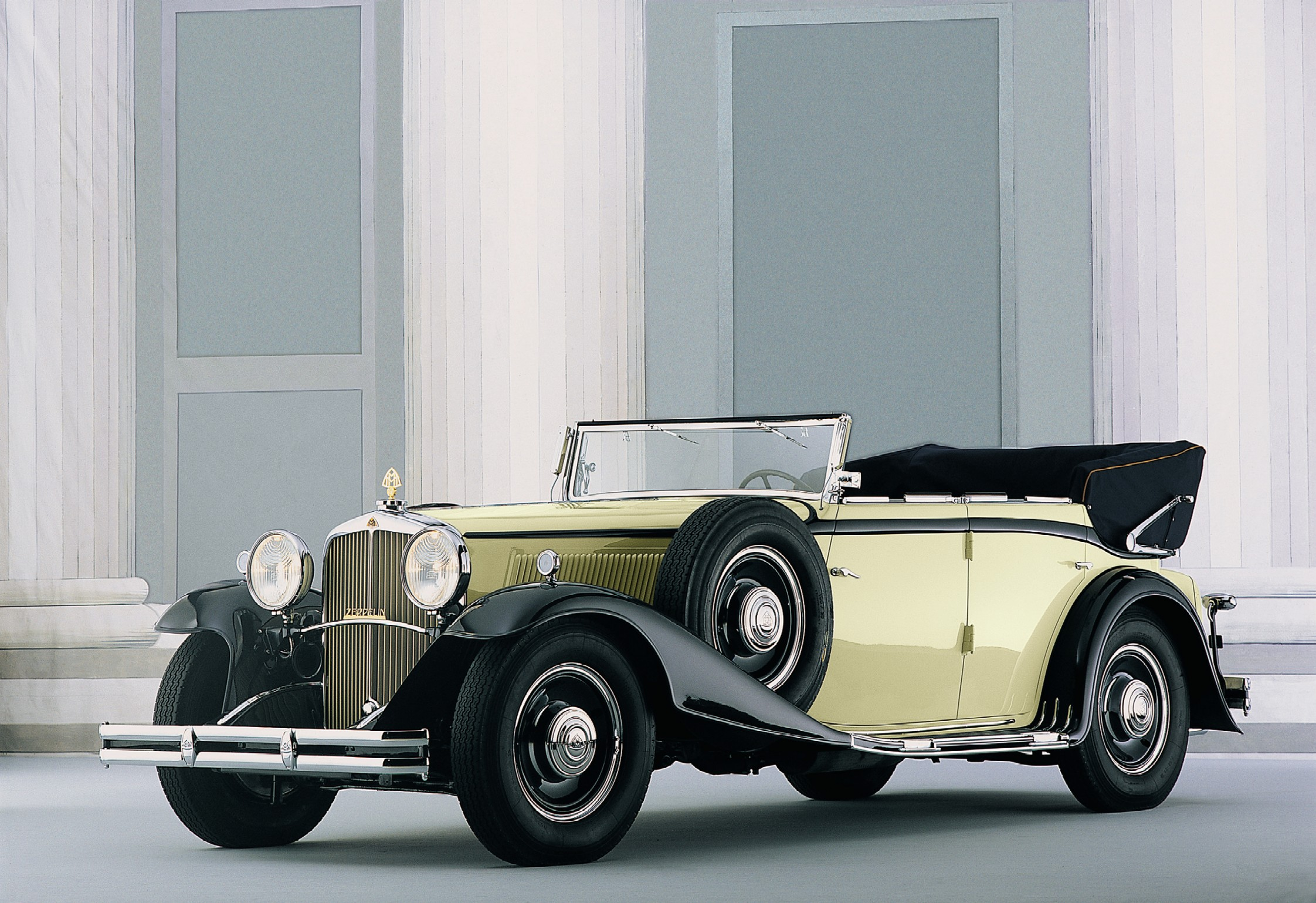
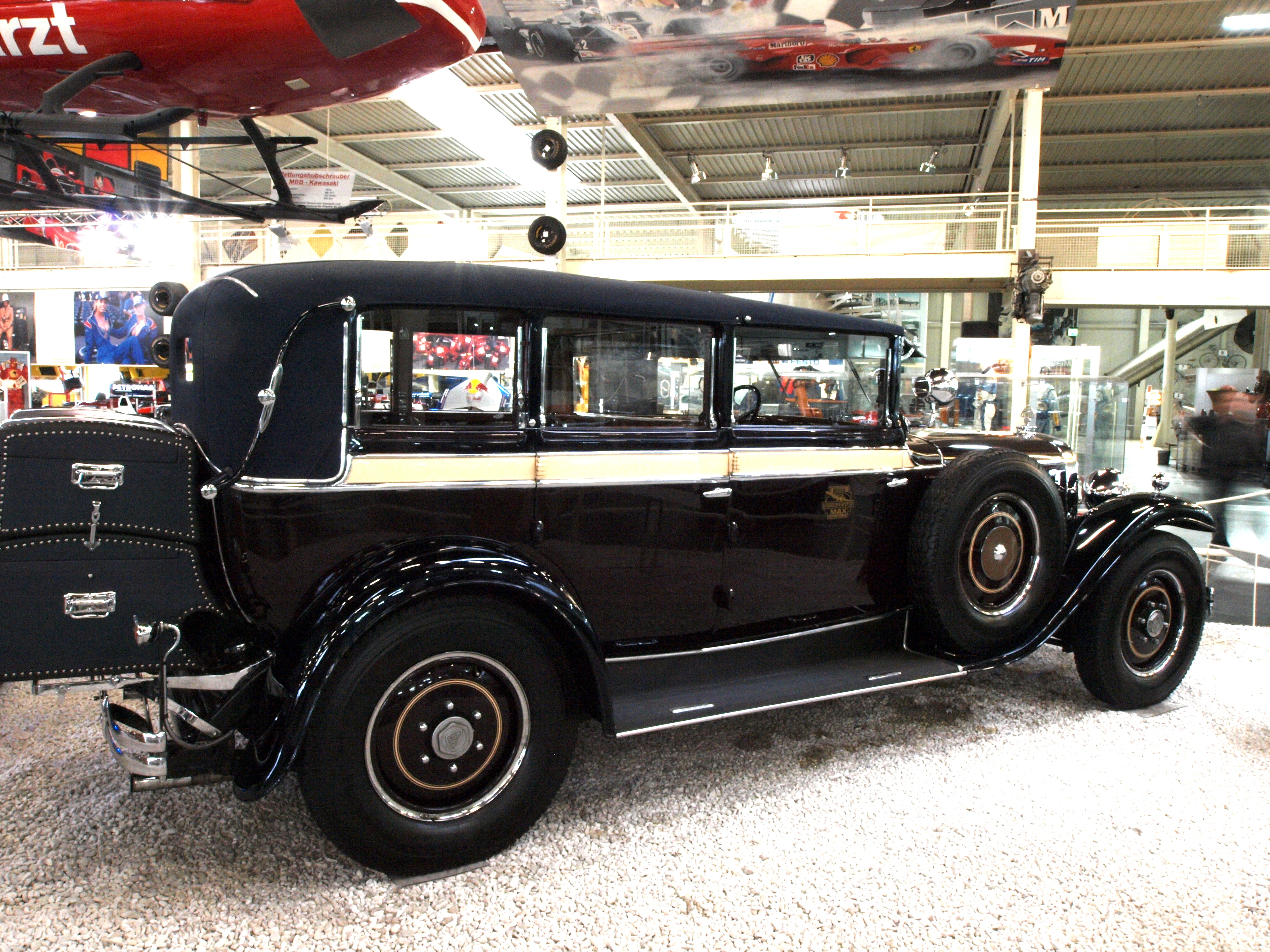
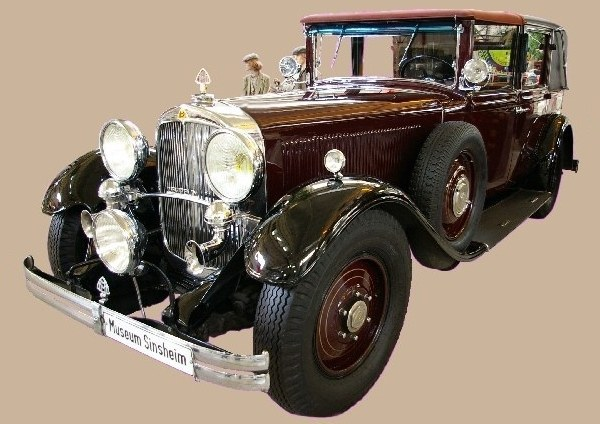
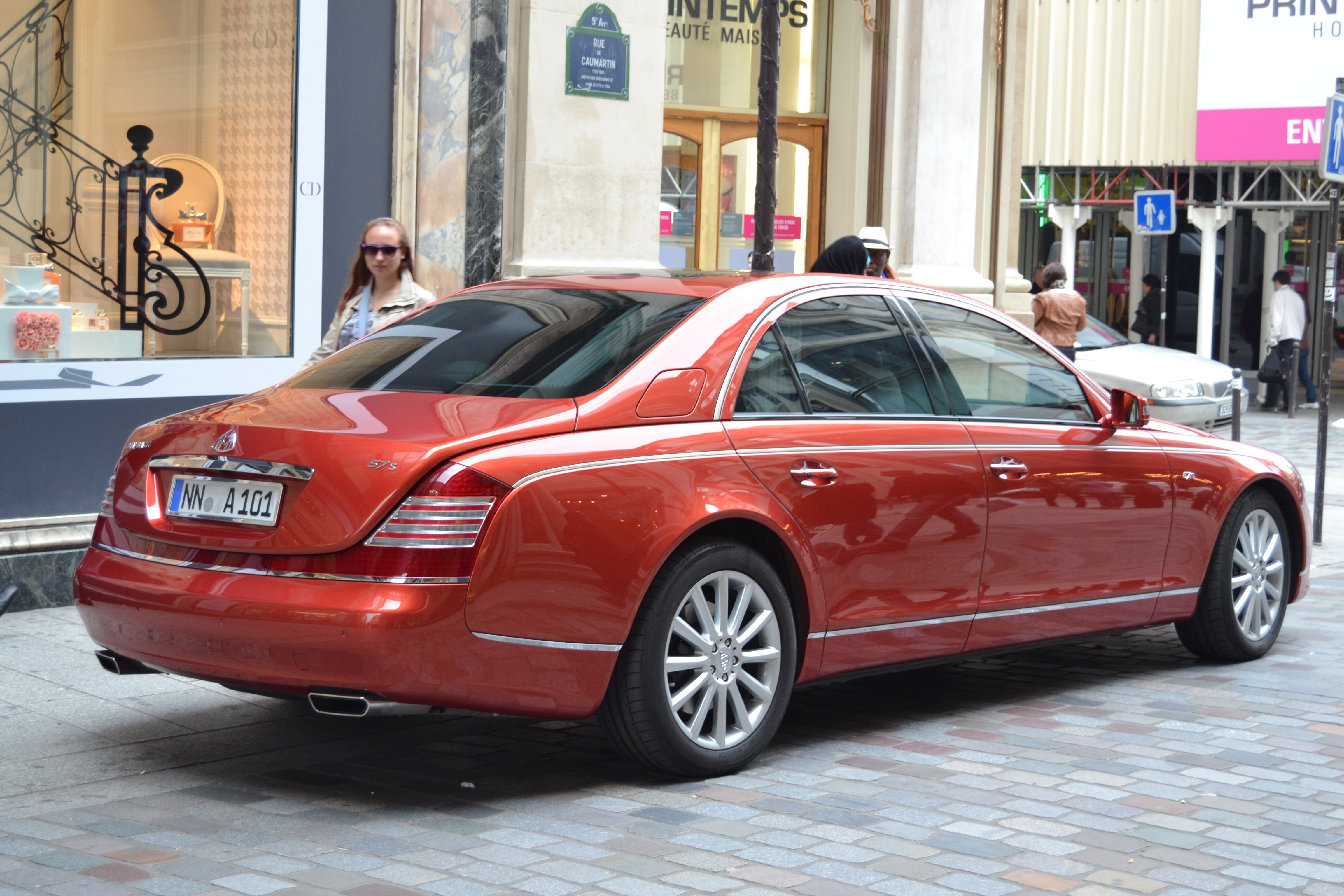
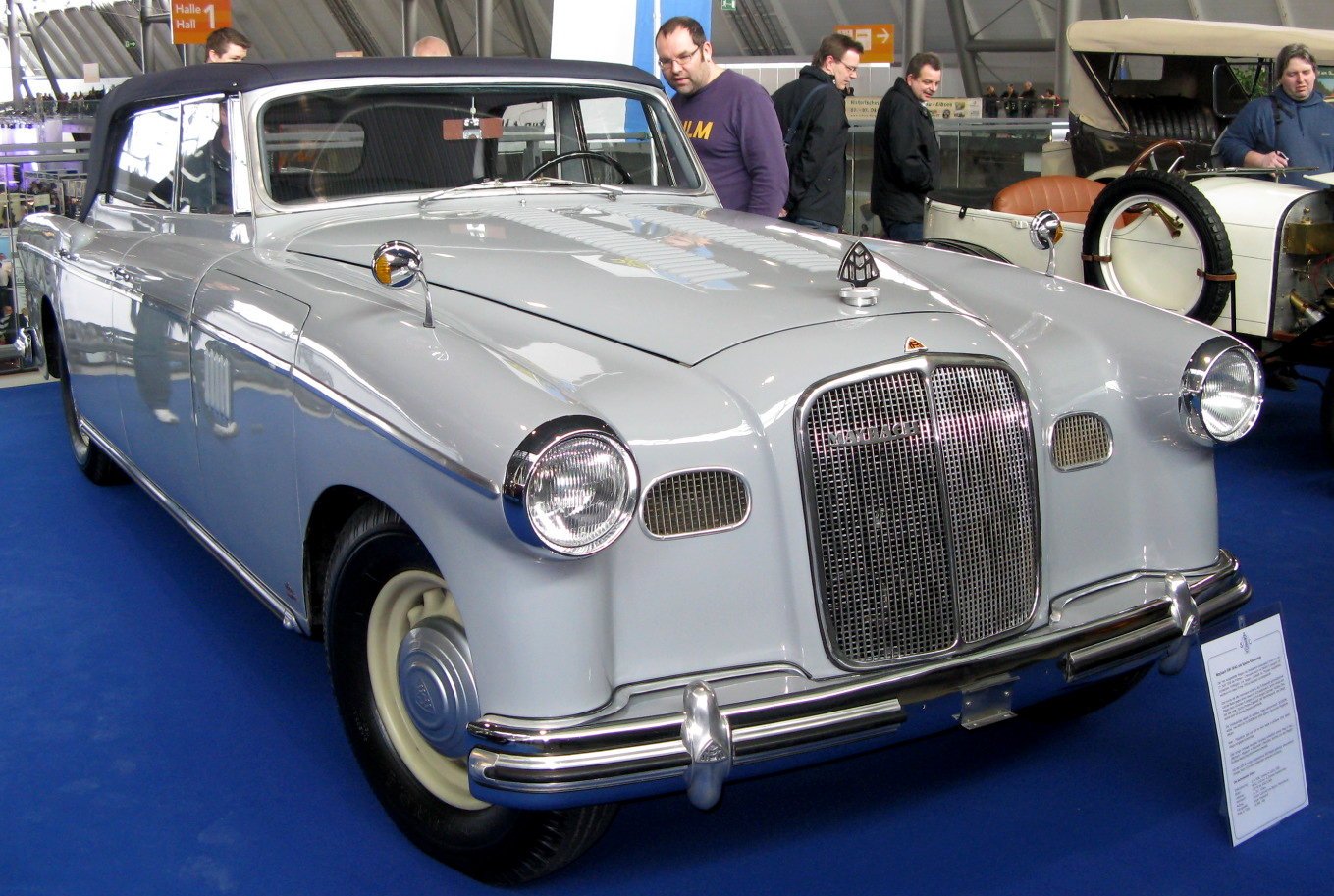
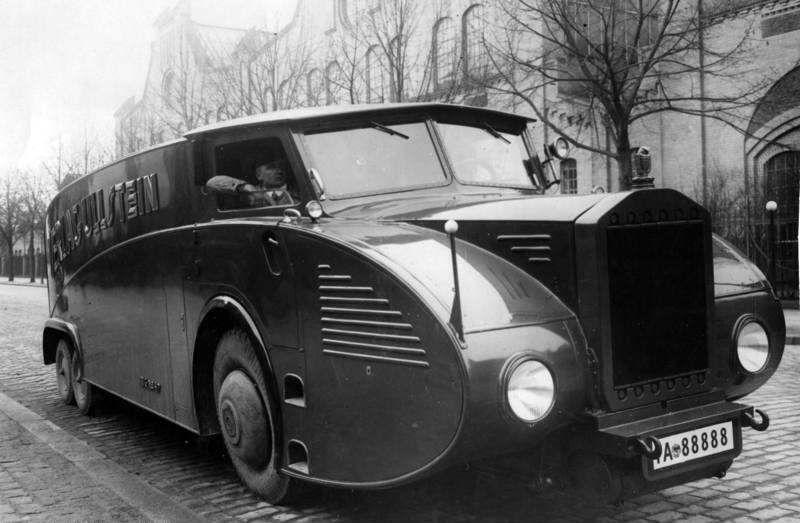
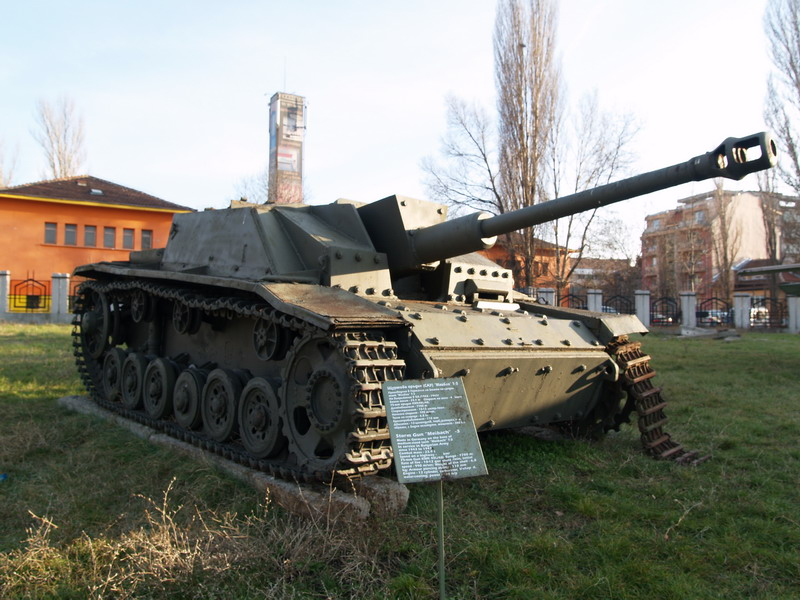